# Kanton Guilvinec
Der Kanton Guilvinec war von 1982 bis 2015 ein französischer Wahlkreis im Arrondissement Quimper, im Département Finistère und in der Region Bretagne; sein Hauptort war Guilvinec.

## Gemeinden
Der Kanton umfasste fünf Gemeinden:
| Gemeinde             | Bretonisch           | Einwohner (2022) | Fläche (km²) | Code postal | Code Insee |
| -------------------- | -------------------- | ---------------- | ------------ | ----------- | ---------- |
| Guilvinec            | Ar Gelveneg          | 2.677            | 2.46         | 29730       | 29072      |
| Loctudy              | Loktudi              | 4.043            | 12.73        | 29750       | 29135      |
| Penmarc’h            | Penmarc'h            | 5.320            | 16.39        | 29760       | 29158      |
| Plobannalec-Lesconil | Pornaleg-Leskonil    | 3.694            | 18.17        | 29740       | 29165      |
| Treffiagat           | Triagad              | 2.438            | 8.10         | 29730       | 29284      |
| Guilvinec (Kanton)   | Ar Gelveneg (Kanton) | 18.279           | 57.85        | -           | 2949       |

## Bevölkerungsentwicklung
| 1962   | 1968   | 1975   | 1982   | 1990   | 1999   | 2006   | 2012   |
| ------ | ------ | ------ | ------ | ------ | ------ | ------ | ------ |
| 21.446 | 21.022 | 20.388 | 19.318 | 18.614 | 17.765 | 18.250 | 18.279 |